# دافي هايلاند
دافي هايلاند هو سياسي بريطاني، ولد في 25 فبراير 1955 في بلفاست في المملكة المتحدة. نشط حزبياً في شين فين. وقد انتخب عضو الجمعية التشريعية الثانية لأيرلندا الشمالية ‏ عن دائرة Newry and Armagh (Assembly constituency) ‏ وقد انضم خلال فترته النيابية ‏ (19 ديسمبر 2006 – 30 يناير 2007) للكتلة البرلمانية مستقل وفي انتخابات الجمعية التشريعية لأيرلندا الشمالية، 2003 ‏، انتخب عضو الجمعية التشريعية الثانية لأيرلندا الشمالية ‏ عن دائرة Newry and Armagh (Assembly constituency) ‏ وقد انضم خلال فترته النيابية ‏ (26 نوفمبر 2003 – 18 ديسمبر 2006) للكتلة البرلمانية شين فين.